# 閔貢
閔 貢（びん こう、生没年不詳）は、「三国志演義」に登場する後漢末期の人物。

## 概要
後漢末期の人物で、何進が十常侍達によって暗殺され、その復讐に袁紹、曹操が宦官たちを虐殺した。それから逃れ、洛陽から張譲が少帝と陳留王劉協を連れて脱出した。張譲が追手を見て自殺してしまったため、崔毅の家に逃れていた少帝と劉協を見つけ出し、袁紹に報告した。